# Persone di nome Pier Luigi
| Questa pagina contiene informazioni ricavate automaticamente dalle voci biografiche con l'ausilio del template Bio e di un bot. L'aggiornamento è periodico e automatico e ricostruisce completamente la pagina. Se manca una persona in questa lista, sei pregato di non aggiungerla, ma accertati piuttosto che la sua voce biografica contenga il template Bio e che i dati anagrafici siano correttamente compilati. Se il template Bio manca, inseriscilo tu stesso o, in alternativa, metti l'avviso {{tmp\|Bio}} che ne segnala la mancanza. Se i dati riportati sono sbagliati, correggi direttamente la voce biografica; le modifiche saranno visibili in questa lista entro pochi giorni. Per chiarimenti vedi il progetto biografie. La lista contiene solo le 51 persone che sono citate nell'enciclopedia e per le quali è stato implementato correttamente il template Bio. Pagina aggiornata al 9 nov 2021. |

Questa è una lista di persone presenti nell'enciclopedia che hanno il prenome Pier Luigi, suddivise per attività principale.

## Allenatori di calcio(2)
- Pier Luigi Alvigini, allenatore di calcio e calciatore italiano (Savignone, n.1918)
- Pier Luigi Meciani, allenatore di calcio, dirigente sportivo e calciatore italiano (Pisa, n.1941 - †2013)

## Arbitri di calcio(1)
- Pier Luigi Lamorgese, arbitro di calcio italiano (Potenza, n.1948)

## Architetti(1)
- Pier Luigi Cervellati, architetto e urbanista italiano (Bologna, n.1936)

## Arcivescovi cattolici(2)
- Pier Luigi Celata, arcivescovo cattolico italiano (Pitigliano, n.1937)
- Pier Luigi Mazzoni, arcivescovo cattolico italiano (Dovadola, n.1932 - Formia, †2012)

## Attori(1)
- Pier Luigi Zollo, attore e doppiatore italiano (Pistoia, n.1943 - Pistoia, †2005)

## Aviatori(1)
- Pier Luigi Penzo, aviatore e militare italiano (Venezia, n.1896 - Valence, †1928)

## Calciatori(9)
- Pier Luigi Branduardi, ex calciatore italiano (Pavia, n.1943)
- Pier Luigi Cherubino, ex calciatore italiano (Roma, n.1971)
- Pier Luigi Cignani, ex calciatore e allenatore di calcio italiano (Predappio, n.1940)
- Pier Luigi Del Bene, calciatore italiano (Taormina, n.1932 - Tradate, †2021)
- Pier Luigi Galli, calciatore italiano (Montecatini Terme, n.1942 - Pisa, †2018)
- Pier Luigi Masoni, ex calciatore italiano (Empoli, n.1946)
- Pier Luigi Nicoli, ex calciatore italiano (Aarau, n.1966)
- Pier Luigi Pizzaballa, ex calciatore italiano (Bergamo, n.1939)
- Pierluigi Zeno, calciatore italiano (Gattinara, n.1934 - Romagnano Sesia, †2016)

## Canottieri(1)
- Pier Luigi Vestrini, canottiere e pittore italiano (Firenze, n.1905 - Rosignano Marittimo, †1989)

## Cardinali(2)
- Pier Luigi Carafa, cardinale e vescovo cattolico italiano (Napoli, n.1581 - Roma, †1655)
- Pier Luigi Carafa, cardinale e arcivescovo cattolico italiano (Napoli, n.1677 - Roma, †1755)

## Chimici(1)
- Pier Luigi Luisi, chimico e accademico italiano (n.1938)

## Chirurghi(1)
- Pier Luigi Della Torre, chirurgo italiano (Sannazzaro de' Burgondi, n.1887 - Treviglio, †1963)

## Compositori(1)
- Pier Luigi Cimma, compositore, chitarrista e liutista italiano (Torino, n.1941 - †2006)

## Condottieri(1)
- Pier Luigi Farnese Seniore, condottiero italiano (n.1435 - †1487)

## Dirigenti d'azienda(1)
- Pier Luigi Foschi, dirigente d'azienda italiano (Milano, n.1946)

## Dirigenti sportivi(1)
- Pier Luigi Corbari, dirigente sportivo italiano (Cremona, n.1946 - San Zenone al Po, †2018)

## Giornalisti(1)
- Pier Luigi Vercesi, giornalista italiano (Corteolona, n.1961)

## Imprenditori(1)
- Pier Luigi Celli, imprenditore, dirigente d'azienda e saggista italiano (Verucchio, n.1942)

## Ingegneri(3)
- Pier Luigi Ferrara, ingegnere italiano (Firenze, n.1937 - Firenze, †2007)
- Pier Luigi Nervi, ingegnere, imprenditore e accademico italiano (Sondrio, n.1891 - Roma, †1979)
- Pierluigi Torre, ingegnere italiano (Vieste, n.1902 - Milano, †1989)

## Nobili(2)
- Pier Luigi Borgia, nobile spagnola (n.Valencia - Civitavecchia, †1488)
- Pier Luigi Farnese, nobile italiano (Roma, n.1503 - Piacenza, †1547)

## Partigiani(2)
- Pier Luigi Bellini delle Stelle, partigiano, avvocato e antifascista italiano (Firenze, n.1920 - San Donato Milanese, †1984)
- Pier Luigi Passoni, partigiano e politico italiano (Valenza, n.1894 - Torino, †1969)

## Poeti(1)
- Pier Luigi Bacchini, poeta italiano (Parma, n.1927 - Parma, †2014)

## Politici(6)
- Pier Luigi Bembo, politico italiano (Venezia, n.1823 - Venezia, †1882)
- Pier Luigi Bersani, politico, accademico e scrittore italiano (Bettola, n.1951)
- Pier Luigi Carta, politico italiano (Jerzu, n.1948)
- Pier Luigi Mottinelli, politico italiano (Cedegolo, n.1964)
- Pier Luigi Romita, politico e accademico italiano (Torino, n.1924 - Milano, †2003)
- Pier Luigi Thiébat, politico italiano (Challand-Saint-Anselme, n.1946)

## Pseudoscienziati(1)
- Pier Luigi Ighina, pseudoscienziato italiano (Milano, n.1908 - Imola, †2004)

## Registi(1)
- Pier Luigi Faraldo, regista e sceneggiatore italiano (Roma, n.1904)

## Registi teatrali(1)
- Pier Luigi Pizzi, regista teatrale, scenografo e costumista italiano (Milano, n.1930)

## Rugbisti a 15(1)
- Pier Luigi Bernabò, rugbista a 15, allenatore di rugby a 15 e dirigente sportivo italiano (La Spezia, n.1948)

## Scacchisti(1)
- Pier Luigi Basso, scacchista italiano (Montebelluna, n.1997)

## Sceneggiatori(1)
- Pier Luigi Melani, sceneggiatore e giornalista italiano

## Scultori(1)
- Pierluigi Sopelsa, scultore italiano (Firenze, n.1918 - Venezia, †2012)

## Tastieristi(1)
- Pier Luigi Andreoni, tastierista, compositore e polistrumentista italiano (Piacenza, n.1955)

## Terroristi(1)
- Pierluigi Concutelli, terrorista italiano (Roma, n.1944)